# Terceiro Cerco de Mesolóngi

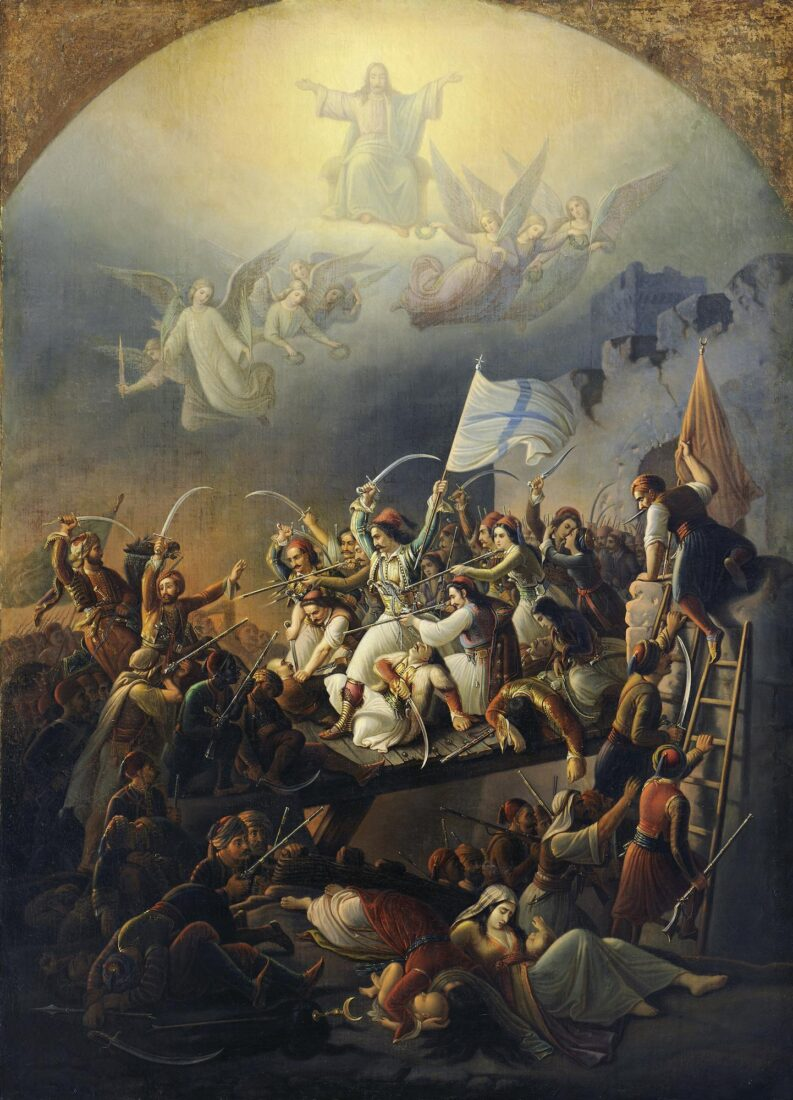
A Surtida de Mesolóngi, por Theodore Vryzakis.

O Cerco de Mesolóngi (em grego: Τρίτη Πολιορκία του Μεσσολογίου, frequentemente erroneamente referida como o terceiro cerco, mas as vezes referido como o segundo cerco) foi travado durante a Guerra da Independência Grega, entre o Império Otomano e os rebeldes gregos, com esta batalha durando de 15 de abril de 1825 a 10 de abril de 1826. Os otomanos já haviam tentado e falhado em capturar a cidade em 1822 e 1823, mas retornaram em 1825 com uma força maior de infantaria e uma marinha mais forte apoiando a infantaria. Os gregos resistiram por quase um ano antes de ficarem sem alimentos e tentarem uma fuga em massa, que no entanto resultou em um desastre, com a maior parte dos gregos mortos. Esta derrota foi um fator-chave que levou à intervenção das Grandes Potências que, ao saberem sobre as atrocidades, sentiram simpatia pela causa grega. Seu apoio se mostraria decisivo em ajudar os gregos a vencer a guerra e conquistar a independência.